# بوبي ألفاريز
بوبي ألفاريز (بالفرنسية: Bobby Álvarez)‏ (و. 1955 – م) هو لاعب كرة السلة، من بورتوريكو، شارك في ألعاب أولمبية صيفية 1976.

## روابط خارجية
- بوبي ألفاريز على موقع كلية كرة السلة في سبورتس رفرنس.كوم (الإنجليزية)
- بوبي ألفاريز على موقع سبورتس رفرنس (الإنجليزية)
- بوبي ألفاريز على موقع أوليمبيديا (الإنجليزية)